# Pleucadeuc
Pleucadeuc (Gallo Picadoec, bretonisch Plegadeg) ist eine französische Gemeinde mit 1.850 Einwohnern (Stand 1. Januar 2022) im Département Morbihan in der Region Bretagne.

## Geografie
Pleucadeuc liegt rund 31 Kilometer nordöstlich von Vannes im Osten des Départements Morbihan.
Nachbargemeinden sind Malestroit im Norden, Saint-Congard im Osten, Pluherlin im Süden, Molac im Südwesten, Bohal im Westen sowie Saint-Marcel im Nordwesten.
Pleucadec liegt abseits von größeren Flüssen und Verkehrswegen; es hatte einen Bahnhof an der Bahnstrecke Questembert–Ploërmel.

## Bevölkerungsentwicklung
| Jahr                       | 1962 | 1968 | 1975 | 1982 | 1990 | 1999 | 2006 | 2012 | 2019 |
| Einwohner                  | 1339 | 1181 | 1158 | 1331 | 1376 | 1482 | 1716 | 1754 | 1820 |
| Quellen: Cassini und INSEE |      |      |      |      |      |      |      |      |      |

## Sehenswürdigkeiten
- Neogotische Kirche Saint-Pierre aus dem Jahr 1887
- Kapelle Saint-Marc aus dem Jahr 1902 (Nachbau einer Kapelle aus dem 15. Jahrhundert)
- Kapelle Saint Barthélémy in Le Gorays aus dem 15./16. Jahrhundert
- Kapelle Saint-Joseph im gleichnamigen Weiler (17. Jahrhundert)
- Kalvarienberg der vier Evangelisten (Calvaire des Quatre-Évangélistes) aus dem 16. Jahrhundert
- Kalvarienberg auf der place Anne-de-Bretagne
- Herrenhaus Manoir de La Prévostais aus dem Jahr 1905
- Herrenhaus Manoir de La Grouays in La Grouays aus dem 15. Jahrhundert
- Chapeau de La Roche aus dem 14. Jahrhundert
- Menhir von Hautes Landes, 1,2 Kilometer westlich des Dorfes
- Menhir von Ranion im Wald Bois de l’Enclos westlich von Pleucadeuc

Quelle:

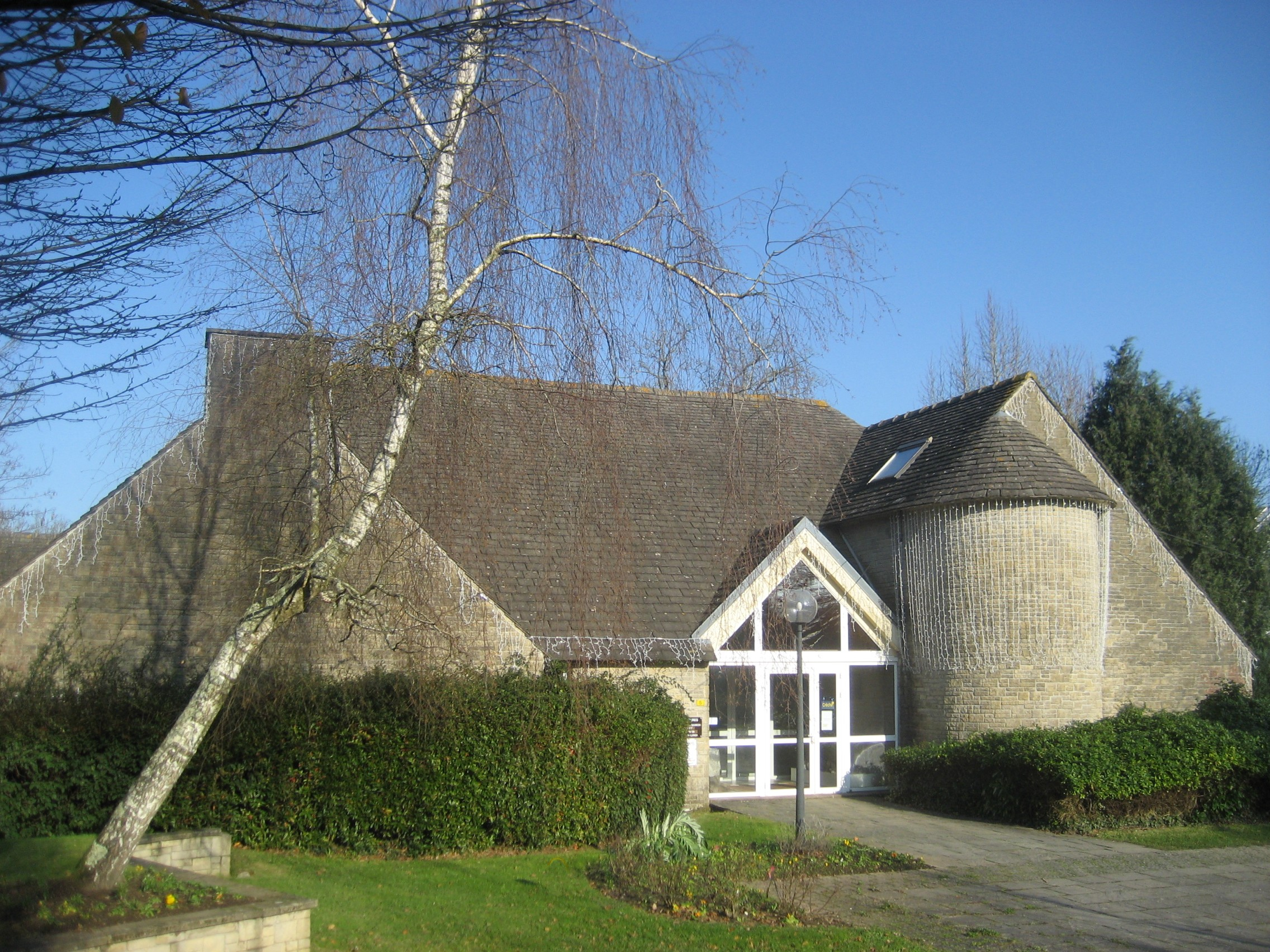
Das Rathaus (Mairie) von Pleucadeuc
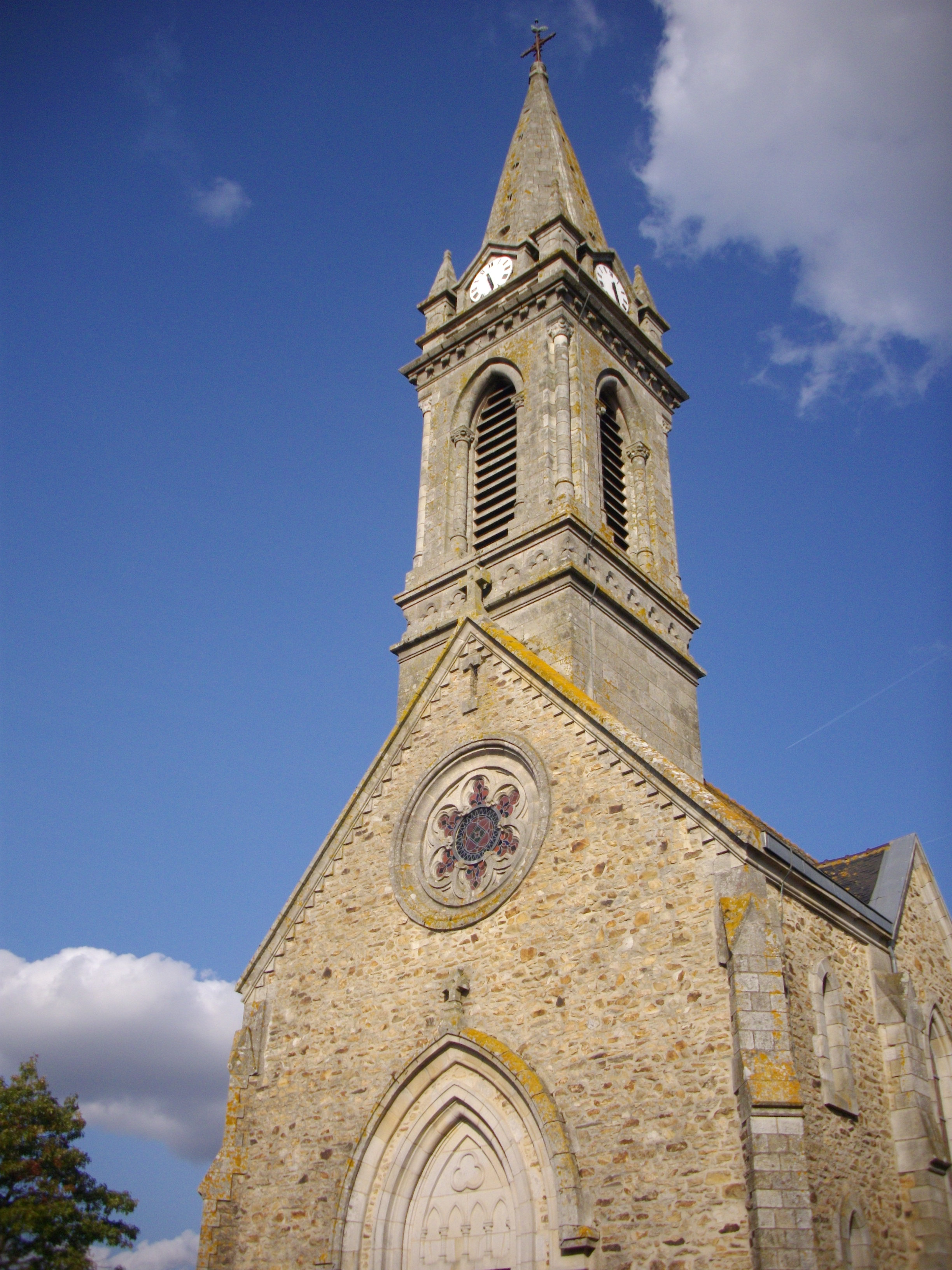
Die Dorfkirche Saint-
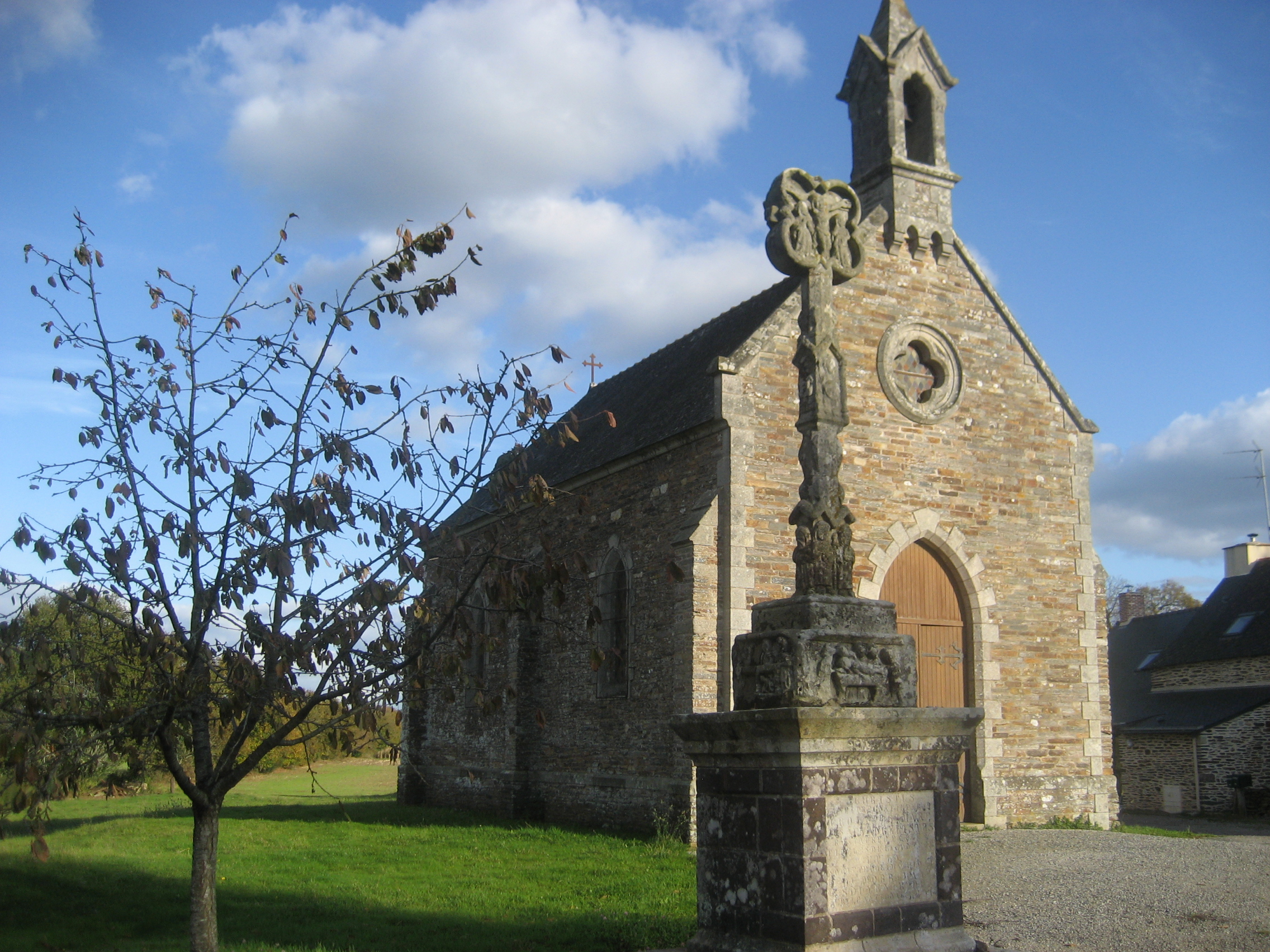
Die Kapelle Saint-Marc
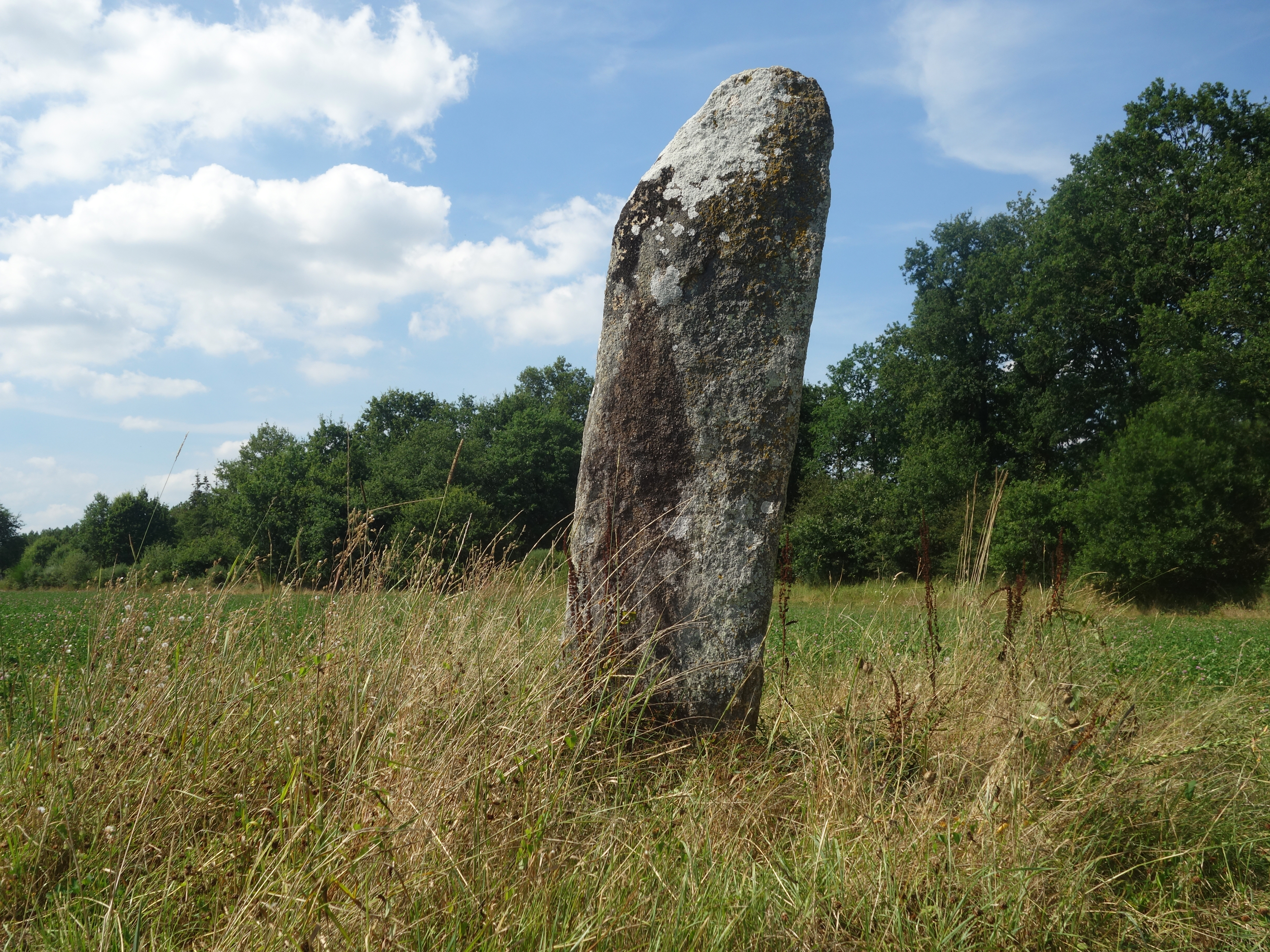
Menhir von Hautes Landes
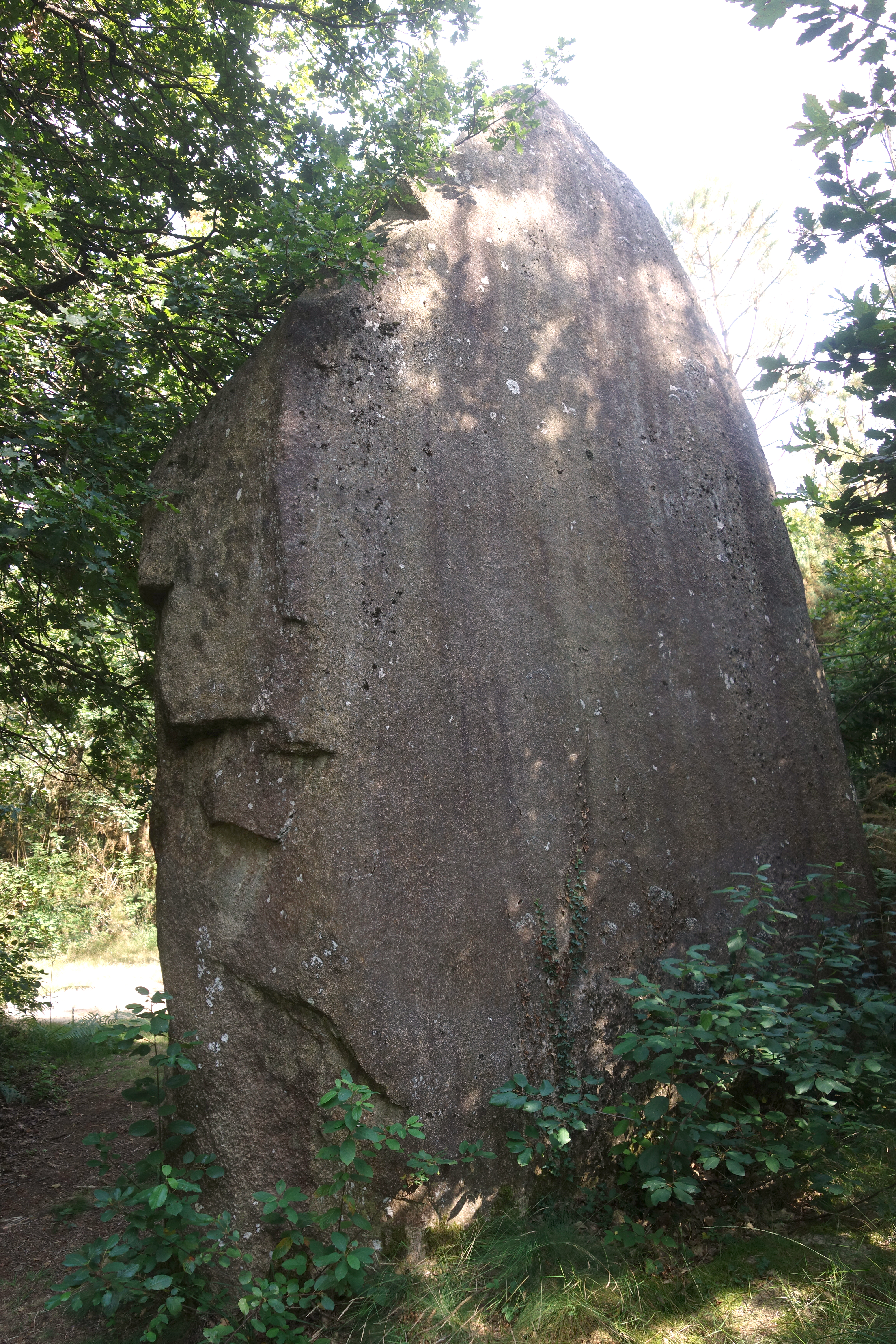
Menhir von Ranion